# Ruinas
Ruinas ist ein sardisches Dorf mit 586 Einwohnern (Stand 31. Dezember 2023) in der Provinz Oristano. Der Ort ist unter anderem bekannt für seinen Schafskäse.
Die Nachbargemeinden sind Allai, Asuni, Mogorella, Samugheo, Siamanna, Villa Sant’Antonio und Villaurbana.
Die Domus de Janas von Mesadda liegen nördlich des Ortes.